# Роуланд (лунный кратер)
Кратер Роуланд (лат. Rowland) — большой древний ударный кратер в северном полушарии обратной стороны Луны. Название присвоено в честь американского физика Генри Огастеса Роуланда (1848—1901) и утверждено Международным астрономическим союзом в 1970 г. Образование кратера относится к нектарскому периоду.

## Описание кратера
Ближайшими соседями кратера являются кратер Чаппел на западе-юго-западе; кратер Эмден на северо-западе; кратер Зоммерфельд на севере; кратер Биркхоф на востоке; кратер Параскевопулос на юго-востоке и кратер Монгольфье на юге. Селенографические координаты центра кратера 56°59′ с. ш. 162°29′ з. д. / 56,98° с. ш. 162,48° з. д., диаметр 166,1 км, глубина 3 км.
Кратер Роуланд имеет полигональную форму и значительно разрушен за длительное время своего существования. Вал сглажен и перекрыт по всему периметру кратерами различного размера, вершина вала практически сравнялась с окружающей местностью, так что кратер представляет собой лишь понижение местности. Лучше всего сохранилась восточная и юго-восточная части вала на внутреннем склоне которых можно различить остатки террасовидной структуры. Дно чаши относительно ровное, усеяно множеством кратеров различного размера из которых наиболее крупным является сателлитный кратер Роуланд Y в северной части чаши.

## Сателлитные кратеры
| Роуланд | Координаты                                              | Диаметр, км |
| ------- | ------------------------------------------------------- | ----------- |
| G       | 56°35′ с. ш. 160°04′ з. д. / 56,59° с. ш. 160,07° з. д. | 17,8        |
| J       | 52°43′ с. ш. 155°50′ з. д. / 52,72° с. ш. 155,84° з. д. | 49,9        |
| K       | 51°01′ с. ш. 157°14′ з. д. / 51,02° с. ш. 157,23° з. д. | 25,3        |
| M       | 51°29′ с. ш. 162°42′ з. д. / 51,48° с. ш. 162,7° з. д.  | 58,0        |
| N       | 55°02′ с. ш. 164°07′ з. д. / 55,04° с. ш. 164,12° з. д. | 31,6        |
| R       | 53°29′ с. ш. 169°27′ з. д. / 53,48° с. ш. 169,45° з. д. | 22,8        |
| Y       | 58°38′ с. ш. 163°13′ з. д. / 58,64° с. ш. 163,21° з. д. | 54,9        |

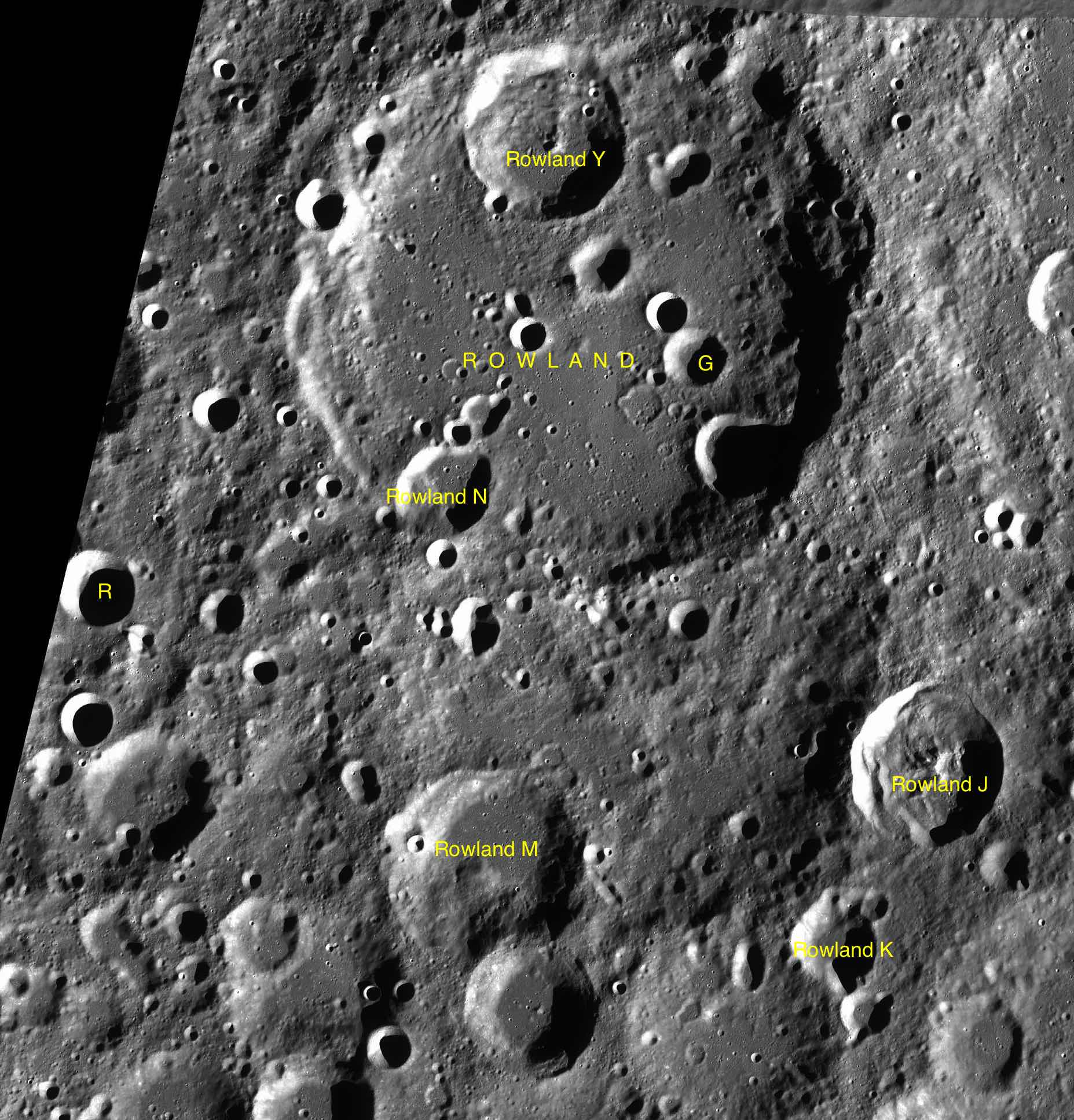
Фрагмент карты LAC-19.

- Образование сателлитного кратера Роуланд J относится к эратосфенскому периоду[1].
- Образование сателлитных кратеров Роуланд M и Y относится к нектарскому периоду[1].